# Livets dans
Livets dans är en oljemålning av den norske konstnären Edvard Munch. Den målades 1899–1900 och ingår sedan 1910 i samlingarna på Nasjonalmuseet i Oslo.
Munchs målning visar några par som dansar en ljus sommarnatt. Kvinnan, som avbildas i förgrundens mitt, bär en knallröd klänning som sveper runt sin danspartner. Paret flankeras av två ensamma kvinnor; den ena ung och livskraftig i vit klänning, den andra hålkindad, blek och svartklädd. Det är livscykeln som skildras, från ungdom via medelåldern till ålderdomen (jämför Gustav Klimts ungefär samtida Kvinnans tre åldrar). 
Dansen äger rum på en strand och i bakgrunden syns havet. Det är ett landskap som påminner om Åsgårdstrand vid Oslofjorden. Munch kom första gången med sin familj till Åsgårdstrand 1885 och 1897 köpte han sig ett hus i byn. Flera av hans mest kända målningar har tillkommit i Åsgårdstrand, till exempel Inger på stranden, På bron och Melankoli. 
År 1898 hade Munch fått Helge Rodes nya pjäs Dansen gaar tillskickad. Det är möjligt att Munch inspirerats av Rodes pjäs där konstnären Aage Vollmer uttrycker:
| ” | Livets dans. Mit Billede skal hedde Livets Dans! Det skal være to, som danser i folderige Klædebon […] Han holder hende tæt ind til sig. Han er dybt alvorlig og lykkelig. […] Han skal holde hende indtil sig, saa fast, at hun halvt er sunket ind i ham. […] Der strømmer Styrke ind i hende fra ham. | „ |

Munch behöll Rodes pjäser i sin samling, men det var nog inte den enda inspirationskällan för honom. Motivet bygger förmodligen också på egna erfarenheter. Livets dans blev ett av nyckelverken i Livsfrisen – en serie på omkring 20 målningar som skildrar den moderna människans ångest och dunkla driftsliv. Den ställdes ut i sin helhet i Berlin 1902 och befäste Munchs position i konsthistorien.
Målningen köptes av Olaf Schou på en Munchutställning i Kristiania 1910 för att doneras till Nationalmuseet.